# Ričardas Žitkus
Ričardas Žitkus ist ein litauischer Schachspieler.
1973 und 1974 belegte Žitkus den dritten Platz bei der litauischen Einzelmeisterschaft. 1975 nahm er an der sowjetischen Meisterschaft mit dem Team der Litauischen Sozialistischen Sowjetrepublik teil. Žitkus spielt auch Fernschach. Seit 1990 trägt er den Titel Internationaler Fernschachmeister. 1987–1993 wurde Žitkus Einzelmeister bei der 36. Europameisterschaft im Fernschach.
Žitkus lebt in Kaunas.